# کاستاس فیلیپو
کاستاس فیلیپو (یونانی: Κωνσταντίνος Φιλίππου؛ زادهٔ ۲۹ نوامبر ۱۹۷۹) ورزشکار هنرهای رزمی ترکیبی و بوکسور اهل قبرس است. وی بین سال‌های ۲۰۰۸ تا ۲۰۱۵ میلادی فعالیت می‌کرد.